# Szent Eufémia-székesegyház
Rovinj óvárosának legmagasabb pontján áll a város védőszentjének, Szent Eufémiának szentelt püspöki székesegyház.

## Története
A mai székesegyház helyén korábban egy jóval kisebb, valószínűleg a 8. század második felében emelt és Szent Györgynek szentelt, egyhajós templom állt. Miután Szent Eufémia – a legendák szerint a 9. század elején kialakult – kultusza megerősödött, és őt tették a város védőszentjévé, a templomot 1178-ban megnagyobbították és átkeresztelték (ezután még többször átépítették, illetve felújították).
A templom eredeti tornya 1573-ban egy villámcsapástól összedőlt. Új harangtornyot csaknem száz évvel később, 1654–1677 között építettek az északi fal mellé. A tetején álló szobrot 1758-ban öntötték (Batár, 2007).
Az épület jelenlegi formáját az 1725–1736-os átépítéssel kapta; az az előtti részek az építőkövek eltérő jellege okán jól megkülönböztethetők az ekkor hozzátoldottaktól (Szarka, 1998). A homlokzat mai formáját 1861-ben nyerte el (Batár, 2007).

## Az épület
A harangtorony 63 m magas. Tetején a névadó szent két méter magas, álló alakja – egyik kezében az üdvözülést jelképező pálmaággal, a másikban a kínszenvedéseire emlékeztető kerékkel – mindig a szél irányába fordul. A néphit szerint ha Eufémia a szárazföld felé néz, esni fog, ha viszont az olasz partok felé (nyugatra), akkor szép idő várható (Szarka, 1998). A torony – Isztria több más harangtornyához hasonlóan – a velencei Szent Márk-székesegyház campaniléjét formázza. A kilátószintre (jegy ellenében) 183 lépcsőn juthatunk fel (Batár, 2007).
Az épület barokk stílusú, háromhajós. Oldalbejárata a déli fal közepén nyílik; mellette beépítettek a falba egy kis, 14. századi domborművet, amint Szent Eufémia a régi, egyhajós, román stílusú templom makettjét tartja kezében (Batár, 2007).

## Berendezése
Eufémia szarkofágja a templom jobb oldali apsziskápolnájában tekinthető meg, a szentet bemutató mellékoltár mögött. A szarkofág kőfoglalatán mise után kis ablakot nyitnak a hívők számára. A kápolna falának festményei 19. századiak. A két leghíresebb:
- Eufémia az oroszlánok között;
- Eufémia koporsójának megérkezése Rovinjba (Batár, 2007).

A főoltáron sárkányölő Szent György szobra emlékeztet a templom eredeti patrónusára. A carrarai márványból faragott alak két oldalán Szent Rókus és Szent Márk szobra áll, a főoltártól balra pedig az oltári szentség oltára.
A székesegyház oldalfalainál álló mellékoltárok:
- rózsafüzéres Szűzanya,
- Szent Ferenc,
- Szent Péter,
- Mihály arkangyal,
- Szűzanya Jézussal,
- Szent Miklós
- Szent Sebestyén (eredetileg ez állt a főoltártól jobbra, ahol most Szent Eufémia oltára van),
- Szent Rókus (Szarka, 1998).

Szépen kidolgozott a főoltár mögötti karzat.
A sekrestyében 1803-ban készült diófa szekrények és 18. századi ezüst ékszerek tekinthetők meg (Szarka, 1998).

## Rendezvények, hitélet
A templom ismert, forgalmas búcsújáró hely. Minden év szeptember 16-án (Eufémia halálának napján) hívők tízezrei keresik fel, hogy sorsuk jobbra fordulásáért, illetve egészségük javulásáért imádkozzanak a szenthez (Batár, 2007).

## Megtekinthető
Júliusban és augusztusban naponta 10–14 és 15–18 óra között. Telefon: (052) 815 615 (Batár, 2007).